# Hans Bünting
Hans Bünting (auch: Johann Bünting und Hans Buntinck oder Hans Büntinck geboren vor 1538 in Langenhagen; gestorben 1592 in Hannover) war ein deutscher Goldschmied.

## Leben
Hans Bünting war der Sohn eines Freisass in Langenhagen. Er ließ sich 1538 in Hannover als Goldschmied und Silberarbeiter nieder.
Bünting heiratete Helena, Tochter des Landrentmeisters Heinrich Lorleberg. Das Ehepaar wurde Eltern des 1545 in Hannover geborenen späteren evangelischen Geistlichen und Historikers Heinrich Bünting und dessen Bruder und späteren hannoverschen Syndikus Konrad Bünting.
Bünting starb laut dem Kirchenbuch der hannoverschen Aegidienkirche und Aufzeichnungen anderer Pfarreien 1592.

## Bekannte Werke
- Zuschreibung unter Vorbehalt:
  - Wohl 1546: Der etwa 20 cm hohe, sogenannte „Elisabethkelch“ ist ein Sechspassfuß mit Spitzecken und Schaft in durchbrochener Arbeit (Fischblasen-Maßwerk). Die Manschette an der Cuppa wurde mit spätgotischen Blumenranken in durchbrochener Arbeit gestaltet. Unterseitig wurde dem zur Kirchengemeinde der Marktkirche gehörenden Objekt, das im Katalog von Carl Küthmann im Leineschloss 1929 mit der Objektnummer 56 mit Foto verzeichnet wurde, die Zahl 46 eingeritzt.[3]
  - dazu gehörende Patene, laut der Inschrift 1555 gestiftet von der Herzogin Elisabeth, Prinzessin von Brandenburg, Witwe des Herzogs Erich I. von Braunschweig-Calenberg (gestorben 1540), Gemahlin des Grafen Poppo von Henneberg, mit deren beider Wappen; ebenfalls im Bestand der hannoverschen Marktkirche[3]
- Für Herzogin Elisabeth, geborene Markgräfin zu Brandenburg, schuf Bünting zum Preis von 6 Thalern einen goldenen Ring, dessen Bezahlung er schriftlich von Hannover aus am Tag St. Martini 1548 „dringend in Erinnerung“ brachte.[1]

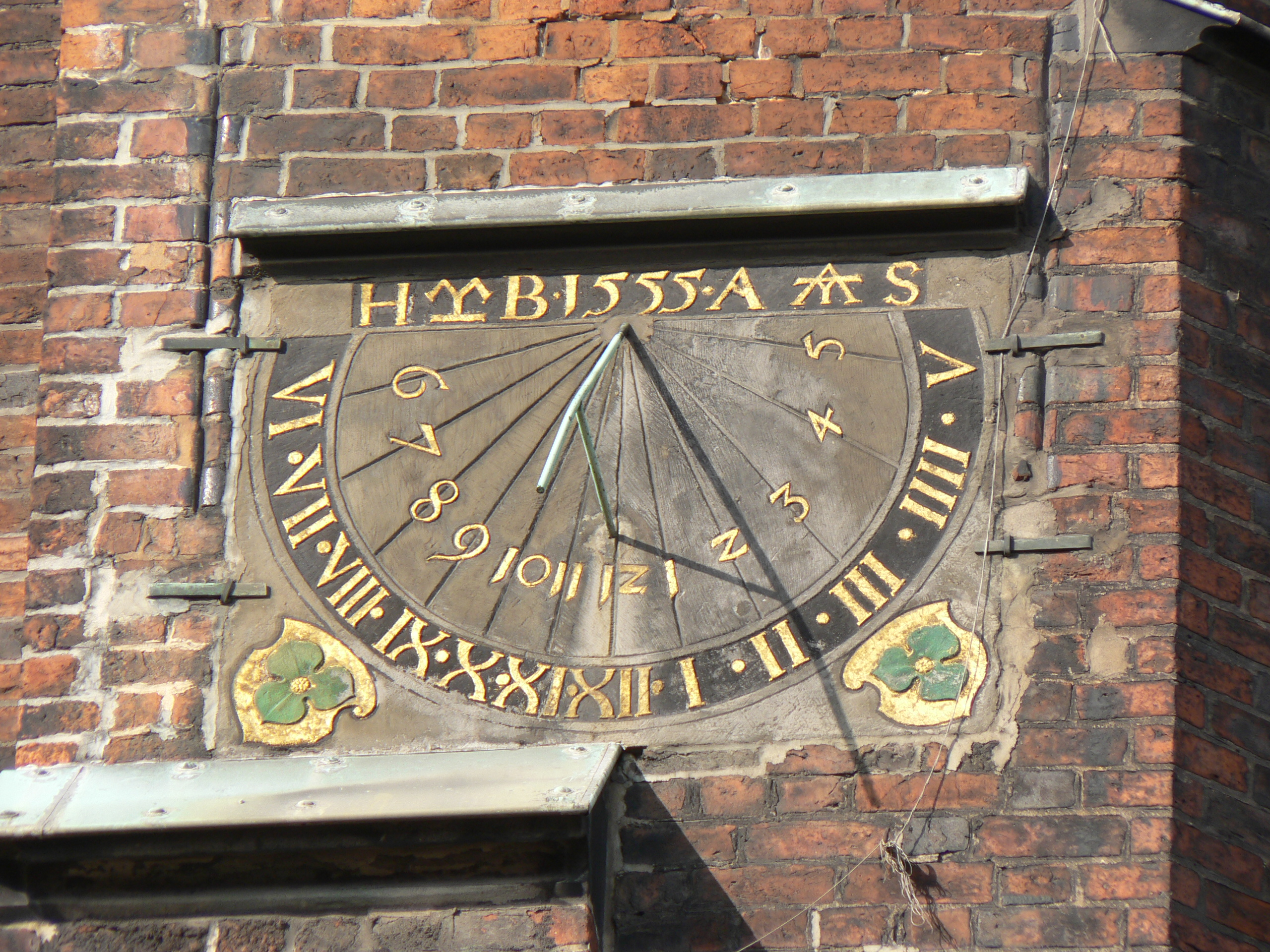
Sonnenuhr von 1555 an der Marktkirche St. Jacobi et Georgii mit den Initialen HB und AS

- Zu den bekanntesten Werken Büntings zählt die von ihm 1555 geschenkte[1] und gemeinsam mit dem Bildhauer Arndt Siemerding als Kunst im öffentlichen Raum geschaffene Sonnenuhr am Kirchturm der hannoverschen Marktkirche St. Jacobi et Georgii.[1] Die rechts oben am Treppenturm der Kirche angebrachte Sonnenuhr ist die jüngere der beiden Sonnenuhren des Sakralgebäudes; die links am Pfeiler angebrachte stammt aus dem 13. Jahrhundert.[5]